# Amanses scopas
Amanses scopas là loài cá biển duy nhất thuộc chi Amanses trong họ Cá bò giấy. Loài cá này được mô tả lần đầu tiên vào năm 1829.

## Từ nguyên
Tên chi không được khảo cứu, nhưng từ định danh scopas trong tiếng Latinh nghĩa là "cọ, chổi", hàm ý đề cập đến túm lông cứng dày như sợi chổi ở hai bên thân sau của cá cái loài này.

## Phân bố và môi trường sống
A. scopas có phân bố trải rộng khắp Ấn Độ Dương - Thái Bình Dương, gồm cả biển Đỏ; từ Đông Phi trải dài về phía đông đến quần đảo Tuamotu, ngược lên phía bắc đến miền nam Nhật Bản, xa về phía nam đến Úc.
A. scopas cũng được ghi nhận dọc theo vùng biển Việt Nam, như cù lao Chàm (Quảng Nam), Ninh Thuận, hòn Cau (Bình Thuận) và Côn Đảo.
A. scopas sống trên các rạn san hô gần bờ đến ngoài khơi xa, thường được tìm thấy ở khu vực giàu san hô phát triển, độ sâu đến khoảng 18 m.

## Mô tả
Chiều dài cơ thể lớn nhất được ghi nhận ở A. scopas là 20 cm. Đầu và thân màu nâu, có khi nhạt hơn, nhưng đặc biệt sẫm ở đầu, môi và đuôi. Có khoảng 12 vạch sọc dọc màu nâu sẫm ở hai bên lườn. Vây lưng mềm, vây ngực và vây hậu môn có các tia vàng với màng trong. Phần lông cứng của cá đực rất dài, nhọn như kim khâu và hướng về phía sau nhiều hơn.
Số gai vây lưng: 2; Số tia vây lưng: 26–29; Số gai vây hậu môn: 0; Số tia vây hậu môn: 22–25; Số tia vây ngực: 13.

## Sinh thái
Thức ăn của A. scopas là san hô. Loài này thường sống đơn độc, đôi khi được quan sát là sống thành đôi. Loài này khó tiếp cận hơn hầu hết các loài cá bò khác, thường lẩn trốn vào các cụm san hô lớn khi bị tiếp cận.

## Thương mại
A. scopas là loài cá cảnh được bán thương mại.